# Yoshiko Watanabe
Yoshiko Watanabe (渡辺佳子?, Watanabe Yoshiko; Qingdao, 3 agosto 1943) è una fumettista, animatrice, illustratrice e docente giapponese naturalizzata italiana.

## Biografia
Yoshiko Watanabe nasce a Qingdao, in Cina, all'epoca colonia giapponese. Laureata in scenografia teatrale presso la Università d'arte Musashino di Tokyo, lavora presso la Mushi Production (fondata da Osamu Tezuka) dal 1963 al 1972, dove partecipa alla realizzazione di Astro Boy, Kimba - Il leone bianco, La principessa Zaffiro, Rocky Joe e Bem.
Trasferitasi in Italia nel 1973, lavora come animatrice e fumettista per Topolino, Tiramolla, Bia, Kyashan, Doraemon, Mademoiselle Anne, Galaxy Express 999, Astro Boy, La principessa Zaffiro, Hurricane Polimar e altre edizioni. Per Più e il suo gioco dell'editrice Domus illustra i Masters of the Universe, Poochie, e un fumetto creato da lei di nome Pistillo. In seguito lavora come animatrice per vari lungometraggi come La gabbianella e il gatto, La Freccia Azzurra, Johan Padan, Aida degli alberi, e per delle serie televisive (L'ultimo dei Mohicani e Il corsaro nero). Illustratrice di fiabe per bambini, pubblica tre lavori: La storia di Sayo nel 2009, Sute, il Figlio degli Spiriti (2011) e Donran nel 2012. Insegna attualmente alla Scuola Romana dei Fumetti (SRF) a Roma.